# Nyangral Nyima Öser
Nyangral Nyima Özer (1136-1204, of 1124-1192) was een Tibetaans geestelijke en de eerste van de vijf soevereine tertöns. Hij wordt erkend als de geestemanatie van de Yarlung-koning Trisong Detsen.

## Biografie
Nyangrel Nyima Özer werd geboren in 1124 (soms wordt ook 1136 genoemd, wat waarschijnlijk onjuist is) in Lhodrag. Zijn vader was Nyangton Chokyi Chorlo (overleden ca. 1142), die zijn voorouders tot in de 8e eeuw kon traceren, toen leden van de Nyang-clan in de kringen van diverse keizers verkeerden.
Ogenschijnlijk met het oog op de aanwezigheid van gunstige merktekens op het lichaam van de jongen, zouden zijn ouders hem uit het zicht van anderen hebben gehouden en hem zelf in afzondering hebben onderricht in schrijven en meditatie. Na lezen te hebben geleerd, toonde hij een vergaande neiging tot het onthouden van teksten van tantras en sādhanas die de basis vormden van de linie van de Nyang clan. 
Na in zijn kinderjaren de transmissies van zijn clan ontvangen te hebben, en deze tijdens zijn adolescentie volledig leerde beheersen, verliet Nyangrel aan het eind van zijn tienertijd zijn geboortegrond, mogelijk als gevolg van het overlijden van zijn vader rond die tijd. Hij ontving verder onderricht van diverse goeroe's en leerde de grondbeginselen en geschriften van wat korte tijd later de Nyingma traditie zou worden. 
Nyangrel bouwde een klein verblijf in Mawochok, een relatief geïsoleerde plek in Lhodrag. Rond deze tijd was hij verarmd en had ondersteuning nodig in zijn kluizenaarsbestaan. Dit trachtte hij te bereiken door zich te verhuren als tantrika. Uiteindelijk ontving hij van een onbekende certificaten met aanduidingen van verborgen schatten. Hij begreep dat de documenten afkomstig waren van Padmasambhava en dat ze duidden op een grote rotsformatie genaamd Drag Sinmobarje vlak bij het riviertje nabij zijn verblijf. Daar ontdekte hij zijn eerste verborgen schat in een grot, die een ontmoetingsruimte van Padmasambhava zelf geweest zou zijn.
Nyangrel ontdekte teksten en relieken op verschillende plekken, enkele daarvan waren bekende locaties van keizerlijke origine, niet verder dan een paar dagen reizen van Mawochok. Bijvoorbeeld het grote beeld van Vairocana in Khoting Lhakhang, een tempel gebouwd door de Tibetaanse keizer Songtsen Gampo waar Nyangrel de Acht Instructies vond. Een andere biografie stelt echter dat hij deze gewoon had gekregen van Lama Rashak. Ook ontdekte hij in het Samye-klooster een categorisatie van de instructies van Dzogchen, hierarchisch verdeeld in drie niveaus.
Nyangrel is meest bekend om het ontdekken van "Het Koperen eiland", de eerste complete hagiografie van Padmasambhava. De tekst bevat een verhaal over de introductie van het boeddhisme in Tibet in de 8e eeuw, waarbij de rol van Padmasambhava breed wordt uitgemeten. 
Na de meeste van zijn ontdekkingen gedaan te hebben verbleef hij meer permanent in Mawochok met zijn vrouw Jobuma, en hun zoons Namkha Ozer en Namkha Pel. 
In 1192, op de leeftijd van 69 jaar, selecteerde hij vier of vijf volgelingen om de transmissielijn van zijn clan voort te zetten. Zijn tweede zoon, Namkha Pel, werd geïdentificeerd als zijn eerste geestelijk en materieel erfgenaam. Daarna verklaarde hij dat het voor hem tijd was om naar Dewachen (Westelijk Paradijs) te gaan, Amitabha's pure oord. Na zijn overlijden werd hij gecremeerd en werden zijn overblijfselen geplaatst in een reliekhouder in de Mawochok hermitage. Als jaar van overlijden wordt ook wel 1204 genoemd.